# Distintivo de Ferimento
O Distintivo de Ferimento (em alemão:  Verwundetenabzeichen) foi uma condecoração militar criada pelo Kaiser Guilherme II, no dia 3 de março de 1918, sendo atribuída a militares do Exército Imperial Alemão que ficavam feridos. No período entre-guerras, foi atribuída a militares da Wehrmacht que combatiam do lado da Espanha Nacionalista na Guerra Civil Espanhola e, claro, ficavam feridos. Durante a Segunda Guerra Mundial continuou a ser atribuída e, a partir de 1943, passou a ser atribuída a civis que sofriam com os bombardeamentos aliados.